# Tyrus Wong
Tyrus Wong, nome artístico de Wong Gen Yeo (Taishan, província de Guangdong, 25 de outubro de 1910 - Los Angeles, 30 de dezembro de 2016), foi um pintor, muralista, litógrafo, designer e ilustrador chinês, naturalizado norte-americano.
Quando tinha nove anos de idade, acompanhou o seu pai em viagem para os Estados Unidos. Ao chegarem na América, foram presos por causa de passaportes falsos. Com a situação regularizada, foi morara em Pasadena e na adolescência, com a ajuda da Missão Chinesa Episcopal Metodista, estudou no Benjamin Franklin Junior High. Os professores desta instituição notaram suas habilidades artísticas na área da pintura, recomendando-o para uma bolsa de estudo na Otis College of Art and Design.
Formou-se na década de 1930 e logo em seguida, começou a trabalhar em Hollywood. Seus primeiros desenhos foram storyboards para o Walt Disney Animation Studios e não demorou muito para torna-se ilustrador chefe, responsável pelos desenhos do filme Bambi, em 1942. Em meio aos trabalhos deste filme, foi demitido por ter participado de uma greve. Depois de deixar os estúdios Disney, foi contratado pela Warner Bros., onde trabalhou por 26 anos e participou da criação gráfica de centenas de filmes, como "Juventude Transviada" (1955) e "Meu Ódio Será Sua Herança" (1969).
Como ilustrador, aposentou-se em 1968, mas durante sua vida dedicou-se a pintura, principalmente em louça chinesa, que trabalhou desde 1945, expondo seus trabalhos em locais como o CAFAM, de Los Angeles, ou no Chinese American Museum. 
Em 2001, foi premiado com o Historymakers Award. Também recebeu o Disney Legends, e em 2005, recebeu o Winsor McCay Award em reconhecimento pela sua contribuição na área de aminação.